# Anopsicus malkini
Anopsicus malkini là một loài nhện trong họ Pholcidae. Loài này được phát hiện ở México.